# Misterton (Leicestershire)
Misterton – wieś w Anglii, w Leicestershire. W 1961 roku civil parish liczyła 442 mieszkańców. Misterton jest wspomniana w Domesday Book (1086) jako Menstre/Minis/Minstretone.